# Velké naděje (film, 2023)
Velké naděje (v originále De grandes espérances) je francouzský hraný film z roku 2022, který režíroval Sylvain Desclous. Snímek měl světovou premiéru na filmovém festivalu v Angoulême dne 27. srpna 2022.

## Děj
Léto 2019. Madeleine, která právě absolvovala Sciences Po v Lyonu, odjíždí se svým přítelem Antoinem, s nímž sdílí velmi levicové politické přesvědčení, na Korsiku, aby se připravila na ústní zkoušky na ENA. Ona pochází z velmi skromného prostředí (bez matky a bez otce), zatímco on je synem bohatého právníka. Večeře v korsickém domě Antoinova otce umožňuje Madeleine setkat se s Gabrielle, Antoinovou přítelkyní a bývalou ministryní zahraničí levicové vlády. Na malé opuštěné silnici dojde k nečekané události. Hádka s násilným motoristou se změní v tragédii, což ovlivní jejich vztah.

## Obsazení
| Rebecca Marder      | Madeleine Pastor                   |
| Benjamin Lavernhe   | Antoine Mandeville                 |
| Emmanuelle Bercot   | Gabrielle Dervaz                   |
| Marc Barbé          | Yvan Pastor, otec Madeleine        |
| Pascal Elso         | Bertrand Mandeville, Antoinův otec |
| Thomas Thévenoud    | Thomas Peltier, ministr práce      |
| Cédric Appietto     | Lucciani, Korsičan na silnici      |
| Jean-Emmanuel Pagni | poručík Hassani                    |
| Pascal Rénéric      | generální ředitel Rochambeau       |

## Ocenění
- Festival Jeana Carmeta: Cena diváků za nejlepšího herce ve vedlejší roli (Marc Barbé)
- César: nominace v kategorii nejslibnější herečka (Rebecca Marder)